# Nothing But a Heartache
„Nothing But a Heartache” – singel niemieckiej piosenkarki C.C. Catch wydany 13 marca 1989 roku przez Hansa Records. Utwór został napisany przez Dietera Bohlena. Singel promował wydany pod koniec poprzedniego roku piąty album artystki pt. Big Fun.

## Lista utworów

### Wydanie na 7"[1]
A. „Nothing But A Heartache” – 3:03
B. „Little By Little” – 2:58

### Wydanie na 12"[2]
A. „Nothing But A Heartache” – 5:06
B1. „Heartbeat City (Maxi Mix)” – 4:52
B2. „Little By Little” – 2:58
- (Maxi Mix) utworu „Heartbeat City” to przedłużona wersja tego nagrania, piosenka ta oryginalnie (w wersji krótkiej) znajduje się na albumie Big Fun.

### Wydanie na CD[3]
1. „Nothing But A Heartache” – 5:07
2. „Little By Little” – 3:08
3. „Heartbeat City (Maxi Mix)” – 4:56
4. „Nothing But A Heartache (Radio Mix)” – 2:59
- Faktyczne długości nagrań na tym wydaniu różnią się od tych napisanych na okładce.
- (Maxi Mix) utworu „Heartbeat City” to przedłużona wersja tego nagrania, piosenka ta oryginalnie (w wersji krótkiej) znajduje się na albumie Big Fun.
- Nagranie „Little By Little” pochodzi z albumu Big Fun.
- Wersja (Radio Mix) nagrania „Nothing But A Heartache” to wersja z wydania na 7".

## Listy przebojów (1989)
| Państwo                | Najwyższa pozycja |
| ---------------------- | ----------------- |
| Hiszpania (AFYVE)      | 14                |
| Niemcy (Media Control) | 39                |

## Autorzy[6]
- Muzyka: Dieter Bohlen
- Autor tekstów: Dieter Bohlen
- Śpiew: C.C. Catch
- Producent: Dieter Bohlen
- Aranżacja: Dieter Bohlen
- Współproducent: Luis Rodríguez